# يسبر ماتسون
يسبر ماتسون (بالسويدية: Jesper Mattsson)‏ هو لاعب هوكي الجليد سويدي، ولد في 13 مايو 1975 في مالمو في السويد.

## وصلات خارجية
- يسبر ماتسون على موقع دوري الهوكي الوطني (الإنجليزية)
- يسبر ماتسون على موقع EliteProspects.com (الإنجليزية)
- يسبر ماتسون على موقع Eurohockey.com (الإنجليزية)
- يسبر ماتسون على موقع HockeyDB.com (الإنجليزية)